# La Couture-Boussey
La Couture-Boussey é uma comuna francesa na região administrativa da Normandia, no departamento de Eure. Estende-se por uma área de 10,91 km². Em 2010 a comuna tinha 2 348 habitantes (densidade: 215,2 hab./km²).